# Municipio de Bernards
El municipio de Bernards (en inglés: Bernards Township) es un municipio ubicado en el condado de Somerset en el estado estadounidense de Nueva Jersey. En el año 2010 tenía una población de 26,652 habitantes y una densidad poblacional de 428 personas por km².

## Geografía
El municipio de Bernards se encuentra ubicado en las coordenadas 40°41′4″N 74°39′20″O / 40.68444, -74.65556.

## Demografía
Según la Oficina del Censo en 2000 los ingresos medios por hogar en el municipio eran de $71,550 y los ingresos medios por familia eran $96,890. Los hombres tenían unos ingresos medios de $71,136 frente a los $48,589 para las mujeres. La renta per cápita para la localidad era de $53,549. Alrededor del 3.1% de la población estaba por debajo del umbral de pobreza.